# Sơn Định, Sơn Hòa
Sơn Định là một xã thuộc huyện Sơn Hòa, tỉnh Phú Yên, Việt Nam.
Xã Sơn Định có diện tích 55,63 km², dân số năm 1999 là 1253 người, mật độ dân số đạt 23 người/km².